# Rahouia
Rahouia  en ar الرحوية (anciennement Montgolfier) est une commune de la wilaya de Tiaret en Algérie, située à 35 km au nord de Tiaret. En 2008 sa population est de 24983 habitants Ils occupent une superficie de 275,54 km² .La commune est réputée pour la fertilité de son sol, ce qui lui a permis de devenir pionnière dans la production de blé d'excellente qualité.

## Géographie

### Reliefs
Le sol de la région de Rahouia est caractérisé par un sol miocène, qui est un sol riche adapté à l'agriculture.

### Localisation
Le territoire de la commune de Rahouia est situé au nord-ouest de la wilaya de Tiaret. Il s'étend sur 27 554 ha et est traversé par la rivière Manesfa.
| Oued Essalem (w. Relizane) |                   | Sidi Ali Mellal |
|                            | Rahouia           | Sidi Ali Mellal |
| Oued El Abtal (w. Mascara) | Djillali Ben Amar | Guertoufa       |

## Urbanisme et territoire

### Les hameaux
- Ouled Rached
- Guires
- Zeffout
- Beni Louma
- Seffafha

## Transports
La commune de Rahouia est reliée respectivement aux routes nationales :
1. RN23
2. RN91
3. RW 1
4. RW 2

Elle sert de relais entre les grandes villes de l’Oranie, Tiaret, Oran et Mostaganem via Relizane ou Mascara

## Histoire

### Époque coloniale française

#### La résistance populaire
Durant l'occupation française, la région de Rahouia vit l'émergence d'un chef de résistance populaire, Sidi Lazreg Belhadj, qui recruta de nombreuses tribus et villages de la région. Il attaqua immédiatement le fort militaire de Rahouia en mai 1864. Après le siège du fort, l'attaque fut temporairement interrompue afin d'évacuer les blessés et les morts du champ de bataille. À la tombée de la nuit, un petit groupe prit d'assaut le fort à 21 heures, y creusa une brèche et affronta les soldats français, dont 23 furent tués. Les moudjahidines s'emparèrent de tous les biens du fort, y compris le matériel et les armes. Ils finirent par l'incendier et le détruire, sa restauration ayant coûté 12 000 francs français.

#### Guerre de libération
La région de Rahouia faisait partie de la septième région du Wilaya V historique. En janvier 1958, des affrontements éclatèrent entre des membres de l'Armée de libération nationale et l'armée française, causant la mort de sept soldats français et la destruction de trois véhicules.

## Administration
La municipalité a traversé de nombreuses étapes historiques, dont les plus marquantes sont,, :
- Le territoire de la tribu des Ouled Rached, de la commune mixte de Zemmora, est délimité et constitué en douar sous le nom de Rahouïa par arrêté du 18 novembre 1893.

- Le centre de population de La Rahouïa, créé par arrêté du 16 mars 1905, prend le nom de Montgolfier par décision du 22 août 1905.

- Il est érigé en commune de plein exercice par décret du 23 juin 1914.
- La commune est rattachée au département de Tiaret en 1956.

## Démographie
| 1998   | 2008   |
| ------ | ------ |
| 19 644 | 24 983 |

## Économie

### Tourisme
La municipalité comprend un cimetière dédié aux martyrs algériens tombés contre les forces d'occupation françaises. Avec 67 tombes, ce lieu est l'occasion pour les visiteurs de raviver la mémoire historique des moudjahidines

## Éducation

### Éducation secondaire
1. Lycée polyvalent
2. Lycée Mechri  Missoum

## Culte

### Établissement religieuse
- Zaouia Chaib Draa

## Monuments
|    | Nom                                         |  | Illustré                                         |
| -- | ------------------------------------------- |  | ------------------------------------------------ |
| 01 | Mausolée de Chikhe Ben Aissa                |  | زاوية الشيخ محمد بن عيسى تيارت                   |
| 02 | Eglise Notre-Dame.Presbytere de Montgolfier |  | Algerie.Montgolfier.Eglise Notre-Dame.Presbytere |

## Personnalités liées à la ville
- Sidi Lazreg Belhadj
- El Missoum El Mechri[12]